# Myha'la Herrold
Myha'la Jael Herrold (San Jose (Californië), 6 april 1996), soms mononiem gecrediteerd als Myha'la, is een Amerikaanse actrice. Ze staat bekend om haar rol als Harper Stern in het Britse televisieserie Industry en haar filmrollen in Bodies Bodies Bodies (2022) en Leave the World Behind (2023).

## Levensloop
Herrold is geboren en groeide op in San Jose. Haar moeder, Susan, had een salon. Haar vader is Jamaicaans. Ze deed haar eerste acteerervaring op bij het Children's Musical Theatre in San Jose, waar ze tot 2014 ook de Archbishop Mitty High School bezocht. Vervolgens studeerde ze aan de School of Drama van de Carnegie Mellon University en studeerde in 2018 af met een Bachelor of Fine Arts. In 2017 verscheen ze op het podium als Nabulungi in de Broadway-productie van The Book of Mormon.